# Hrabstwo Benton (Missisipi)
Hrabstwo Benton (ang. Benton County) – hrabstwo w stanie Missisipi w Stanach Zjednoczonych. Obszar całkowity hrabstwa obejmuje powierzchnię 408,65 mil² (1058,4 km²). Według szacunków United States Census Bureau w roku 2009 miało 7981 mieszkańców.
Hrabstwo powstało w 1870 roku.
Hrabstwo należy do nielicznych hrabstw w Stanach Zjednoczonych należących do tzw. dry county, czyli hrabstw gdzie decyzją lokalnych władz obowiązuje całkowita prohibicja.

## Miejscowości
- Ashland
- Hickory Flat
- Snow Lake Shores[6]

| Populacja hrabstwa w poprzednich latach | Populacja hrabstwa w poprzednich latach |
| Rok                                     | Liczba ludności                         |
| --------------------------------------- | --------------------------------------- |
| 1980                                    | 8152                                    |
| 1990                                    | 8046                                    |
| 2000                                    | 8026                                    |
| 2005                                    | 8026                                    |